# Centro Cultural Fiesp
O Centro Cultural Fiesp ou Centro Cultural Fiesp - Ruth Cardoso foi inaugurado em 1964 na cidade São Paulo.

## Crítica
Em 28 de setembro de 2014, foi publicado na Folha de S.Paulo o resultado da avaliação feita pela equipe do jornal ao visitar os sessenta maiores teatros da cidade de São Paulo. O local foi premiado com quatro estrelas, "bom", com o consenso: "É comum encontrar filas para as peças, sempre gratuitas (dá para reservar ingressos pelo site ou retirá-los dias antes). A programação aposta em musicais estrangeiros adaptados. Os assentos são confortáveis e a visão do palco é boa, mas a sala estava gélida. De acordo com a assessoria, a baixa temperatura foi reflexo do frio que fazia na cidade naquele dia."